# Erythrophysa transvaalensis
Erythrophysa transvaalensis là một loài thực vật thuộc họ Sapindaceae. Loài này có ở Botswana, Nam Phi, và Zimbabwe.